# Olaf Baron von Wrangel

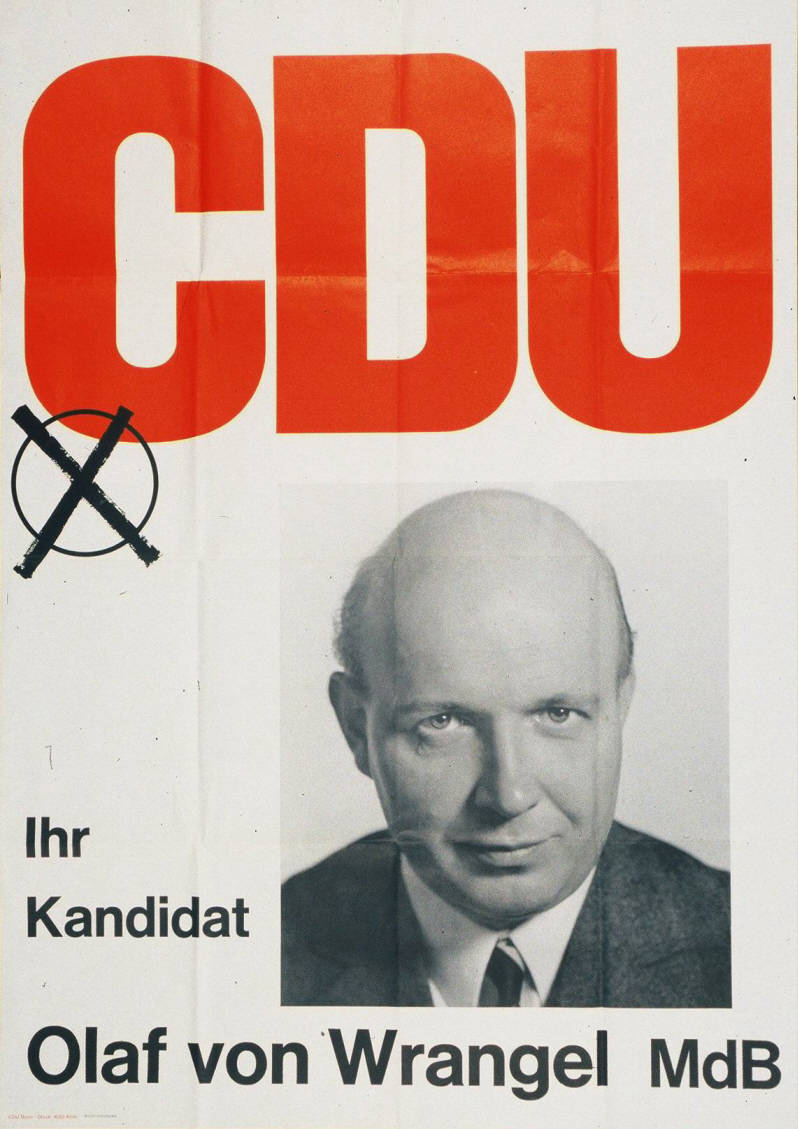
Kandidatenplakat von Olaf von Wrangel zur Bundestagswahl 1969

Hans Olaf Baron von Wrangel (* 20. Juli 1928 in Tallinn, Estland; † 29. September 2009 in Aumühle) war ein deutscher Journalist und Politiker (CDU).

## Leben und Beruf

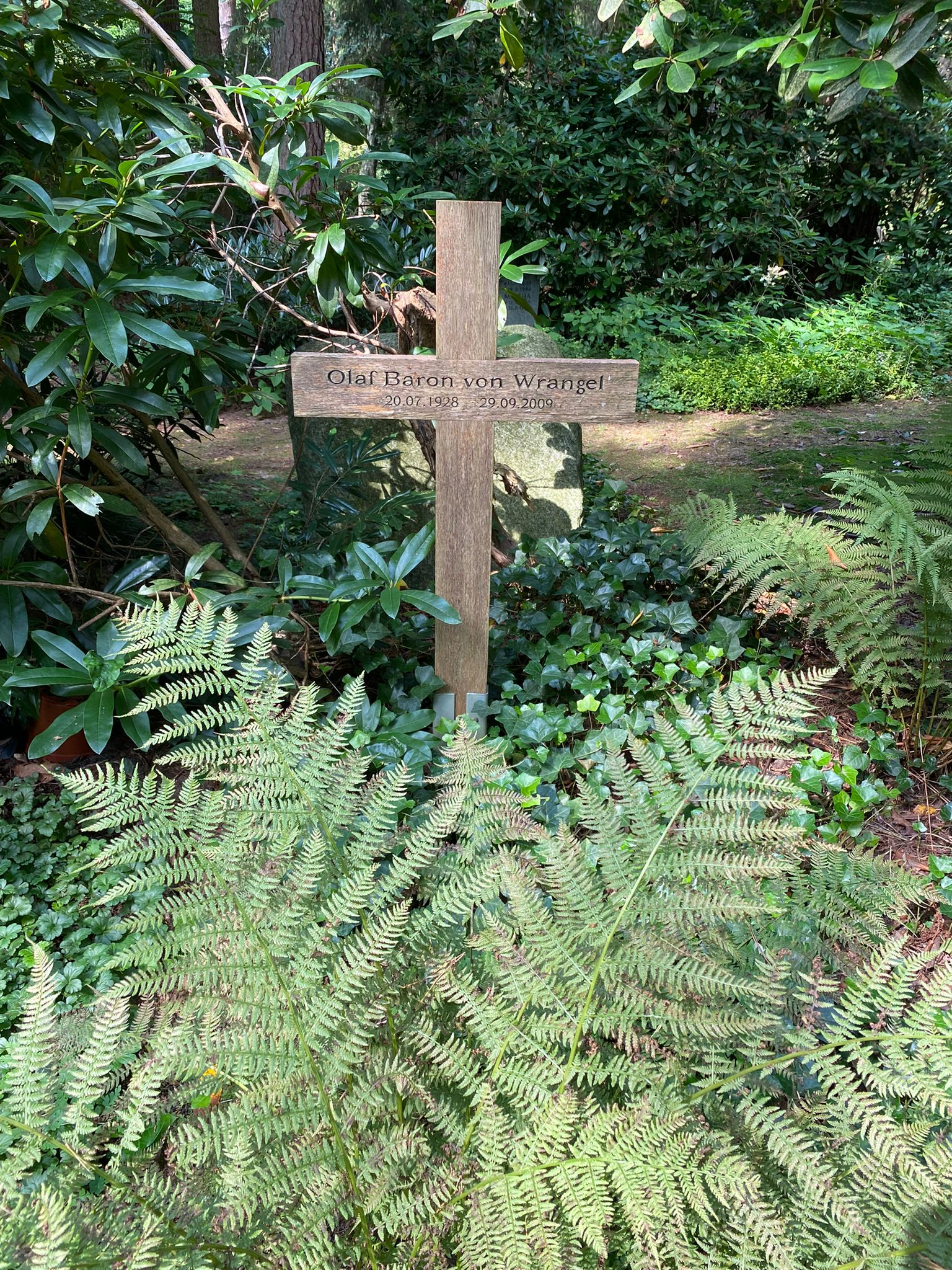
Grabstätte auf dem Waldfriedhof Aumühle

Wrangel entstammte der baltendeutschen Familie Wrangel. Er war der zweite Sohn des Gutsbesitzers und Rechtsanwalts Wladimir von Wrangel und der Pastorentochter Annemarie Thomson. Sein Großvater war der russische Generalmajor Nikolai Alexandrowitsch von Wrangel. Wrangels Familie gelangte 1939 im Zuge der Umsiedlung der Deutsch-Balten in den Reichsgau Wartheland. Wrangel selbst, der zuvor die Ritter- und Domschule zu Reval besucht hatte, kam nach Pommern auf die Baltenschule Misdroy. Ab 1944 nahm er am Zweiten Weltkrieg als Marineflakhelfer und dann als Soldat teil. Bei Kriegsende wurde Wrangel 1945 in der Schlacht um Berlin verwundet.
Wrangel war nach dem Kriegsende als Landarbeiter in der Lüneburger Heide tätig. Nach dem Abitur 1947 an der Oberschule in Osterode am Harz besuchte er die Rundfunkschule des Nordwestdeutschen Rundfunks (NWDR) in Hamburg und absolvierte dort anschließend ein Volontariat. Er studierte von 1949 bis 1954 Neuere Geschichte, Öffentliches Recht und Soziologie an der Universität Hamburg und leistete gleichzeitig journalistische Arbeit für Rundfunk, Zeitungen und Zeitschriften. Von 1954 bis 1956 war er Parlamentskorrespondent des NWDR in Bonn. Nach der Gründung des Norddeutschen Rundfunks (NDR) wurde Wrangel Leiter des Bonner NDR-Studios. In dieser Funktion war er als Kommentator für Hörfunk und Fernsehen tätig und berichtete daneben von internationalen Konferenzen. Er wurde 1961 zum Chefredakteur des NDR ernannt. Zudem war er seit 1962 stellvertretender und von 1982 bis 1988 Programmdirektor des Hörfunks beim NDR.
Wrangel war seit 1953 mit Liselotte Murgrauer verheiratet. Das Ehepaar hatte drei Töchter. In zweiter Ehe war Wrangel ab 1974 mit Brigitta Lewens verheiratet. Er ruht auf dem Waldfriedhof in Aumühle.

## Politiker
Wrangel war seit 1953 Mitglied der CDU und wurde 1965 erstmals in den Deutschen Bundestag gewählt. Er war Mitglied des Auswärtigen Ausschusses und von 1973 bis 1976 Vorsitzender des Bundestagsausschusses für Innerdeutsche Beziehungen. Von 1965 bis 1969 war er stellvertretender Vorsitzender der CDU/CSU-Arbeitsgruppe für Außen-, Verteidigungs- und Deutschlandpolitik. Von Oktober 1969 bis September 1972 fungierte er als Parlamentarischer Geschäftsführer der CDU/CSU-Fraktion.
Wrangel vertrat in der fünften und sechsten Wahlperiode (1965–1972) den Wahlkreis Stormarn – Herzogtum Lauenburg. In der achten Wahlperiode (1976–1980) vertrat er den Wahlkreis Herzogtum Lauenburg – Stormarn-Süd. In der siebten und neunten Wahlperiode zog er über die Landesliste Schleswig-Holstein ins Parlament ein. Nach seiner Benennung zum Programmdirektor des NDR-Hörfunks legte er am 3. April 1982 sein Bundestagsmandat nieder.
Von 1968 bis 1970 war Wrangel auch Vorsitzender seines CDU-Ortsverbandes Aumühle.